# Virador (cabo)
En náutica, el Virador es la guindaleza que sirva para guindar y calar los masteleros.

## Descripción
Es un cabo grueso o guindaleza que hecha firme por uno de sus chicotes en un cáncamo del tamborete. En navíos y fragatas se usan dos viradores para guindar los masteleros de gavia y velacho.
El virador laborea por la cajera que tienen los masteleros en la coz y después de pasar por un motón cosido al lado del arraigado, baja hasta la cubierta y va por un motón de retorno, a guarnirse al cabrestante o se queda su tira a la altura del cuello del palo en donde se le engancha un aparejo real. 